# 전일본건설운수연대노동조합
전일본건설운수연대노동조합(일본어: 全日本建設運輸連帯労働組合 젠니혼켄세츠운유렌타이로도쿠미아이[*]), 약칭 전일건(일본어: 全日建 젠닉켄[*])은 일본의 노동조합이다. 건설산업 노동자를 중심으로 조직화되어 있지만, 정관상 고용형태에 상관없이 어느 직종이든 가입할 수 있는 일반노조다. 전일본교통운수산업노동조합협의회(교운노협), 국제운수노동자연맹(ITF), 평화포럼, 원수폭금지일본국민회의(원수금)에 가맹하고 있다. “계급적 좌익노조”(階級的左翼労組)를 표방한다.
1965년 결성된 관서지구생공구리지부노동조합을 기원으로 한다. 이 노조는 원래 일본공산당의 영향이 강한 전일본운수일반노동조합(운수일반, 현재의 전교노)에 가맹해 있었지만, 투쟁방식을 둘러싸고 운수일반 중앙 및 일본공산당과 불화했다.  1984년 운수일반을 탈퇴하면서 전일본건설산업노동조합과 통합하여 전일본건설운수연대노동조합을 결성했다. 일본노동조합총평의회(총평)에 가맹했지만, 노동전선 재편으로 총평이 해산된 뒤 우경화된 후신인 일본노동조합총연합회(연합)에는 합류하지 않고 독립노동조합이 되었다.